# Country Club Hills, Illinois
Country Club Hills là một thành phố thuộc quận Cook, tiểu bang Illinois, Hoa Kỳ. Năm 2010, dân số của thành phố này là 16541 người.

## Dân số
Dân số qua các năm:
- Năm 2000: 16169 người.
- Năm 2010: 16541 người.